# Loren Morón
Lorenzo Jesús ("Loren") Morón García (Marbella, 30 december 1993) is een Spaans voetballer die doorgaans speelt als spits. In juli 2023 verruilde hij Real Betis voor Aris Saloniki.

## Clubcarrière
Morón speelde in de jeugd van Peña Los Compadres, Marbella en Vázquez Cultural. Zijn doorbraak beleefde hij bij Unión Estepona, waarna hij in 2013 terugkeerde bij Marbella. Die club verhuurde de middenvelder in 2014 voor een half seizoen aan Vélez. In januari 2015 verkaste Morón naar Real Betis, waar hij bij het tweede elftal ging spelen.
Na drie jaar, waarin hij tot drieënnegentig wedstrijden was gekomen bij de reserves, werd hij overgeheveld naar het eerste elftal. Ook zette Morón zijn handtekening onder een vernieuwde verbintenis, tot medio 2021. Zijn debuut in het eerste elftal was op 3 februari 2018, tegen Villarreal. Morón mocht van coach Quique Setién in de basis starten. Hij wist tweemaal tot scoren te komen, beide keren op aangeven van Fabián Ruiz. Carlos Bacca deed tien minuten voor tijd nog wat terug, maar Betis won met 2–1.
Aan het einde van het seizoen 2017/18 werd het contract van Morón met een jaar verlengd, tot medio 2022. In de zomer van 2021 werd Morón voor een jaar verhuurd aan Espanyol, dat tevens een optie tot koop verkreeg op de aanvaller. In januari 2023 werd Morón voor de tweede maal verhuurd met een optie tot koop, aan Las Palmas. Deze optie werd niet gelicht en in plaats daarvan stapte de spits over naar Aris Saloniki, waar hij zijn handtekening zette onder een verbintenis voor de duur van twee seizoenen. Hier werd Morón in zijn eerste seizoen topscorer van Griekenland met twintig competitiedoelpunten.

## Clubstatistieken
| Seizoen | Club          | Competitie       | Competitie | Competitie | Beker | Beker | Internationaal | Internationaal | Totaal | Totaal |
| Seizoen | Club          | Competitie       | Wed.       | Dlp.       | Wed.  | Dlp.  | Wed.           | Dlp.           | Wed.   | Dlp.   |
| ------- | ------------- | ---------------- | ---------- | ---------- | ----- | ----- | -------------- | -------------- | ------ | ------ |
| 2017/18 | Real Betis    | Primera División | 15         | 7          | 0     | 0     | —              | —              | 15     | 7      |
| 2018/19 | Real Betis    | Primera División | 33         | 6          | 6     | 2     | 6              | 0              | 45     | 8      |
| 2019/20 | Real Betis    | Primera División | 36         | 10         | 3     | 2     | —              | —              | 39     | 12     |
| 2020/21 | Real Betis    | Primera División | 26         | 1          | 1     | 0     | —              | —              | 27     | 1      |
| 2021/22 | Real Betis    | Primera División | 1          | 0          | 0     | 0     | —              | —              | 1      | 0      |
| 2021/22 | → Espanyol    | Primera División | 21         | 1          | 4     | 3     | —              | —              | 25     | 4      |
| 2022/23 | Real Betis    | Primera División | 2          | 0          | 2     | 1     | 0              | 0              | 4      | 1      |
| 2022/23 | → Las Palmas  | Segunda División | 11         | 1          | 0     | 0     | —              | —              | 11     | 1      |
| 2023/24 | Aris Saloniki | Super League     | 35         | 20         | 6     | 1     | 4              | 0              | 45     | 21     |
| 2024/25 | Aris Saloniki | Super League     | 4          | 3          | 0     | 0     | —              | —              | 4      | 3      |
| Totaal  | Totaal        | Totaal           | 184        | 49         | 22    | 9     | 10             | 0              | 216    | 58     |

Bijgewerkt op 17 september 2024.

## Erelijst
| Topscorer Super League | 1 | 2023/24 (20 goals) |